# 王忠 (弘治進士)
王忠（1471年—？年），字顯之，四川瀘州人，民籍。

## 生平
十月二十九日生，行六。治《書經》，由國子生中式弘治十一年（1498年）四川鄉試第四十六名舉人，弘治十八年（1505年）乙丑科會試第二百九十六名，第二甲第八十名進士。丁母忧归，除服，授刑部主事，历刑部署员外郎，正德八年（1513年）四月升陕西按察司佥事，十四年三月升云南副使，十六年三月录云南十八寨平夷贼功，升俸一级。

## 家族
曾祖王文諒；祖王質；父王廷賓，學正；嫡母劉氏；生母劉氏。慈侍下，妻魏氏，兄愛；憲；慶；惠；恩，弟寧；意；愈。